# Полинчетское муниципальное образование
Полинчетское муниципальное образование — муниципальное образование со статусом сельского поселения в 
Тайшетском районе Иркутской области России. Административный центр — поселок Полинчет.

## Демография
По результатам Всероссийской переписи населения 2010 года 
численность населения муниципального образования составила 521 человек, в том числе 276 мужчин и 245 женщин.

## Населённые пункты
В состав муниципального образования входят населённые пункты
- Полинчет
- Кондратьево